# قية تشمن (فولاد لوي الجنوبي)
قیة تشمن (بالفارسية: قیه چمن) هي منطقة سكنية تقع في إيران في قسم فولاد لوي الجنوبی الريفي. يقدر عدد سكانها بـ 145 نسمة .